# Мозоліївка
Мозолі́ївка — село в Україні, у Градизькій селищній громаді Кременчуцького району Полтавської області. Населення становить 602 особи. День села — 27 вересня.

## Географія

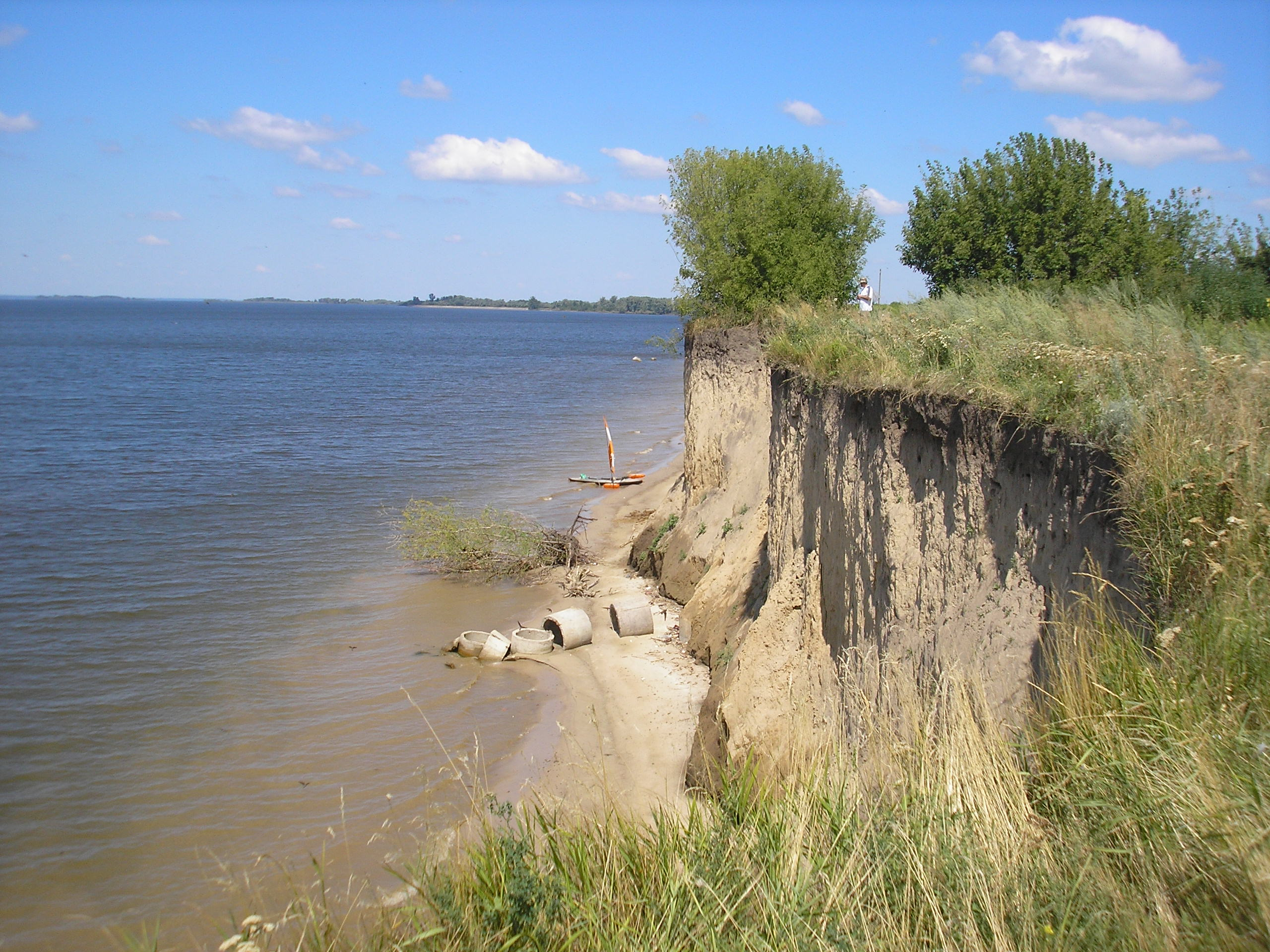
Берег Кременчуцького водосховища поблизу села Мозоліївка

Село розташоване на березі Кременчуцького водосховища. Площа населеного пункту — 319,5 га.

## Історія
На початку XX століття була центром Мозоліївської волості.
У зв'язку з утворенням Кременчуцького водосховища Мозоліївку наприкінці 50-х років перенесено у північно-східному напрямку. Від старого села лишилась одна вулиця.

## Населення
Станом на 1 січня 2019 року село Мозоліївка має 540 дворів з населенням 602 чоловік.
- 1885—750[2]
- 2001—887
- 2011—720
- 2019—602

### Мова
Розподіл населення за рідною мовою за даними перепису 2001 року:
| Мова       | Кількість | Відсоток |
| ---------- | --------- | -------- |
| українська | 827       | 93.24%   |
| російська  | 57        | 6.43%    |
| білоруська | 1         | 0.11%    |
| румунська  | 1         | 0.11%    |
| грецька    | 1         | 0.11%    |
| Усього     | 887       | 100%     |

## Інфраструктура
Працює ФАП, поштове відділення зв'язку, сільський клуб, сільська бібліотека, продовольчі магазини.
Село газифіковане.

## Галерея

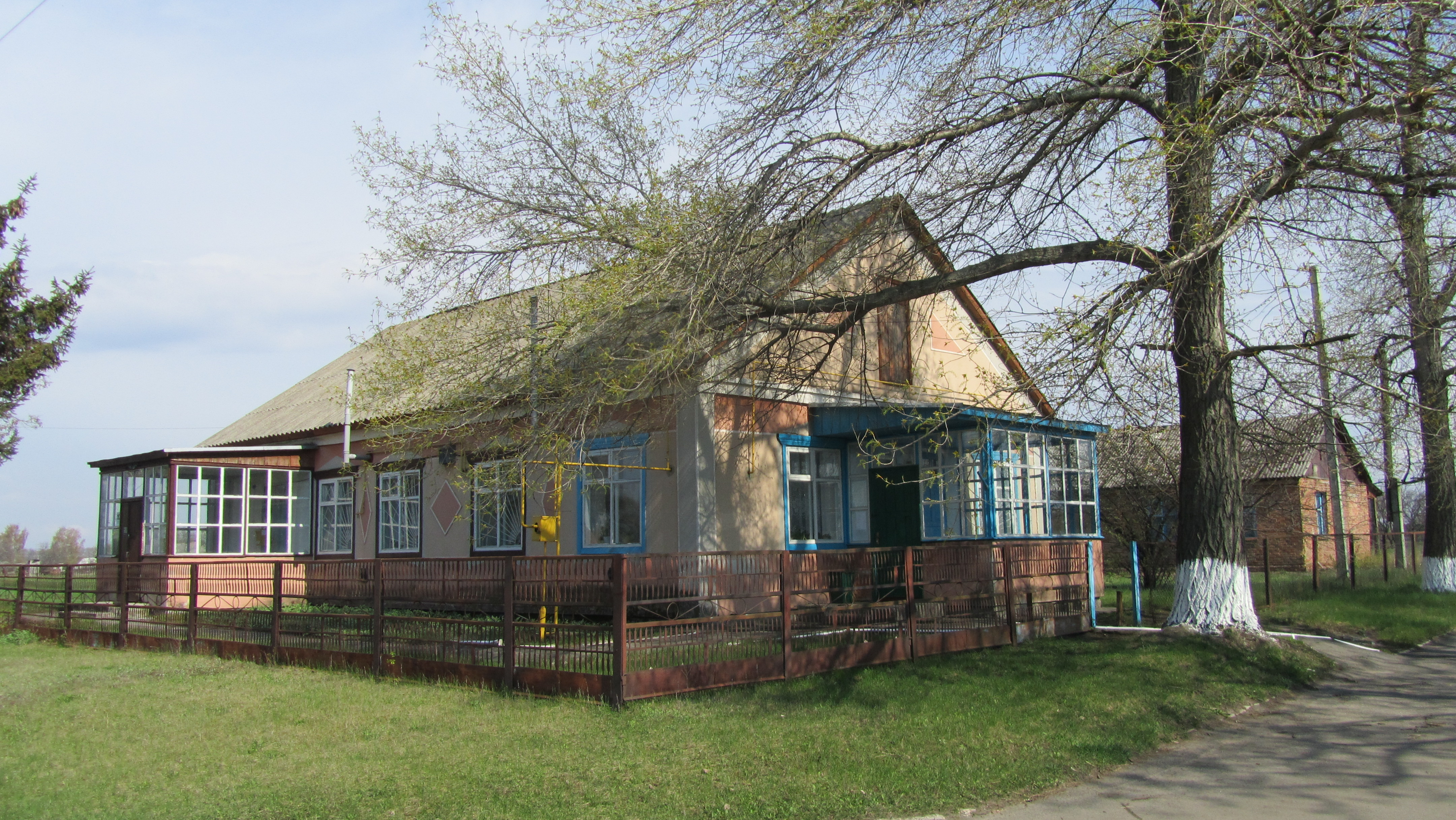
Фельдшерсько-акушерський пункт
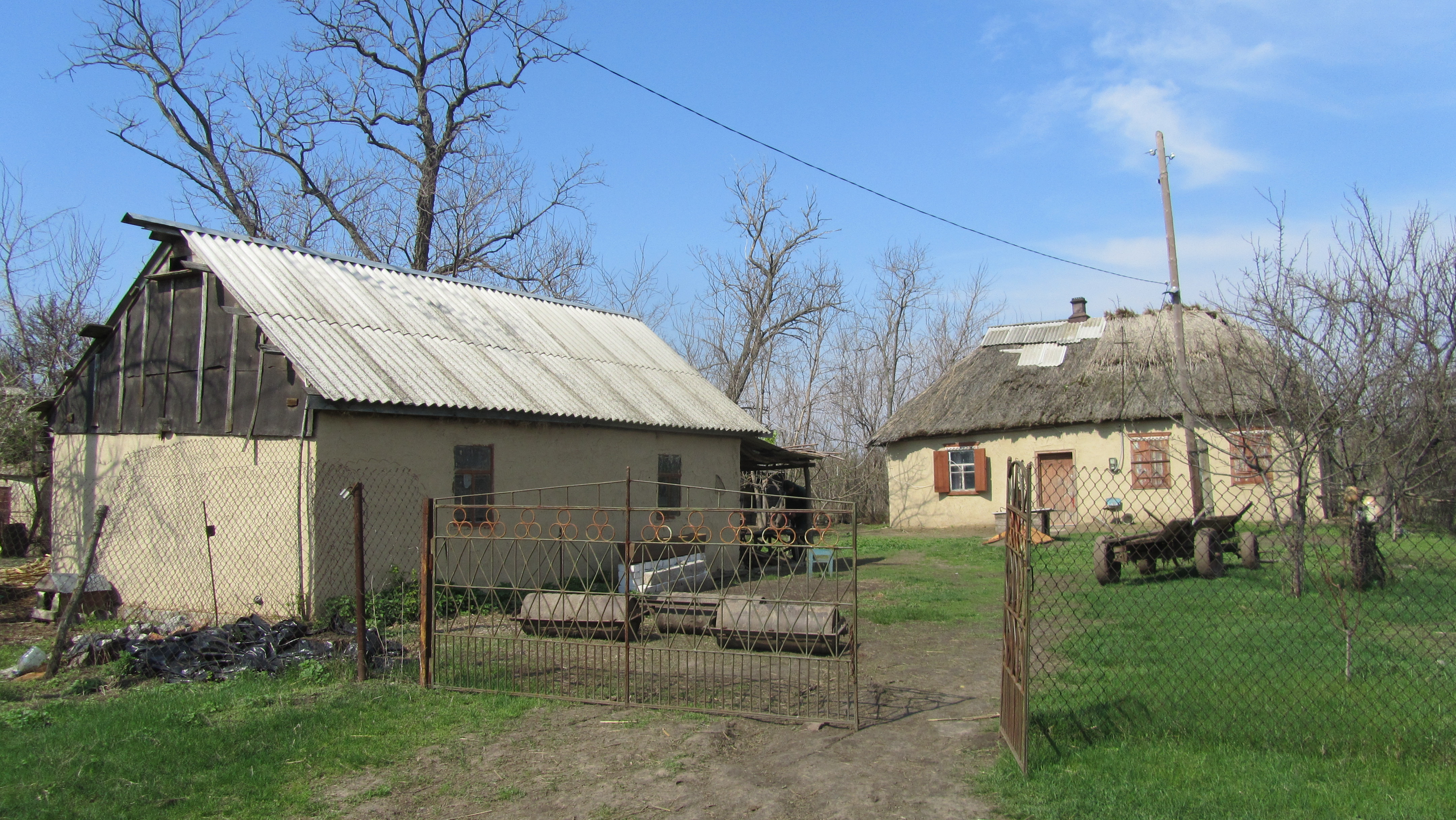
Старе село
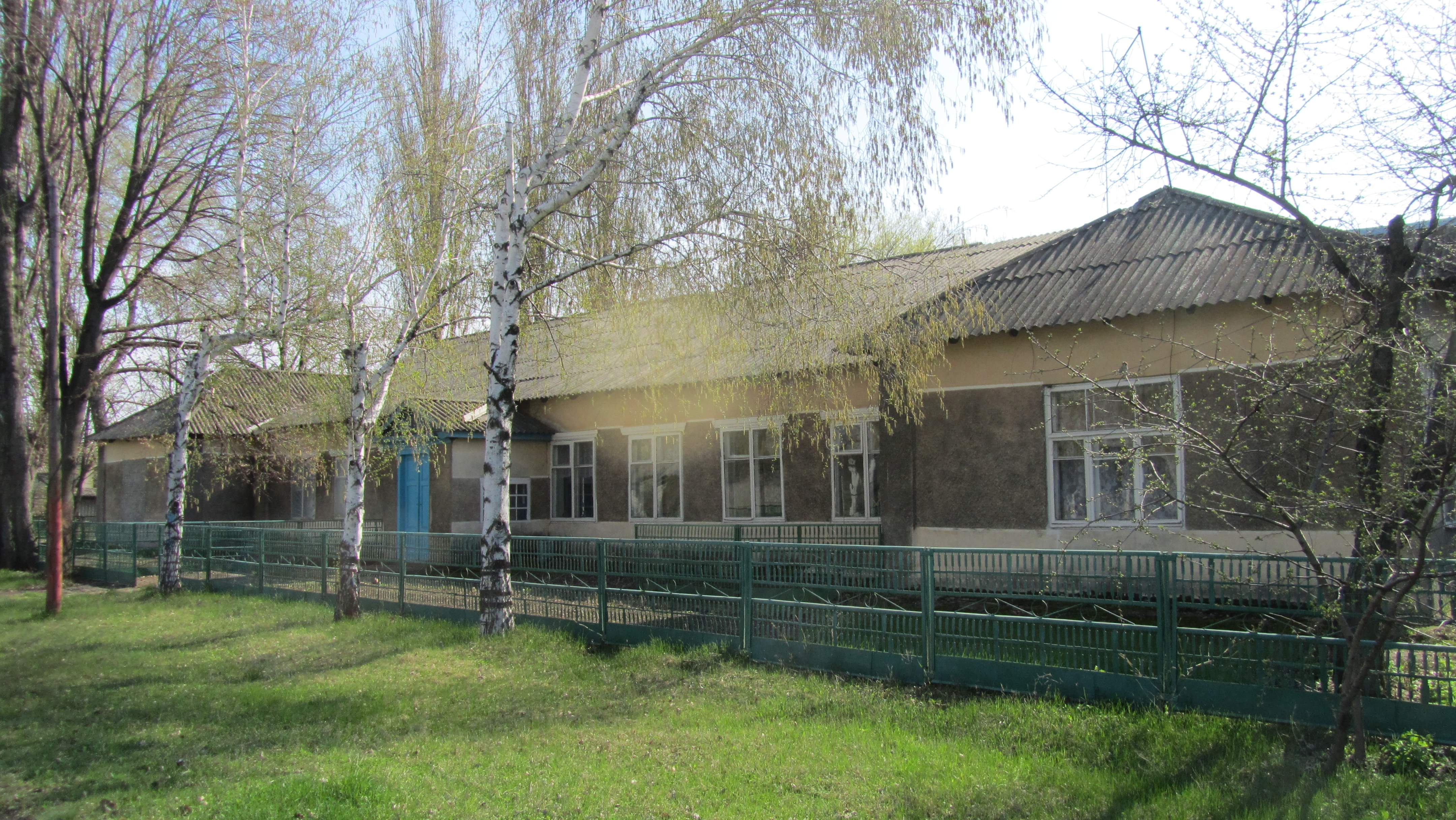
Мозоліївська ЗОШ
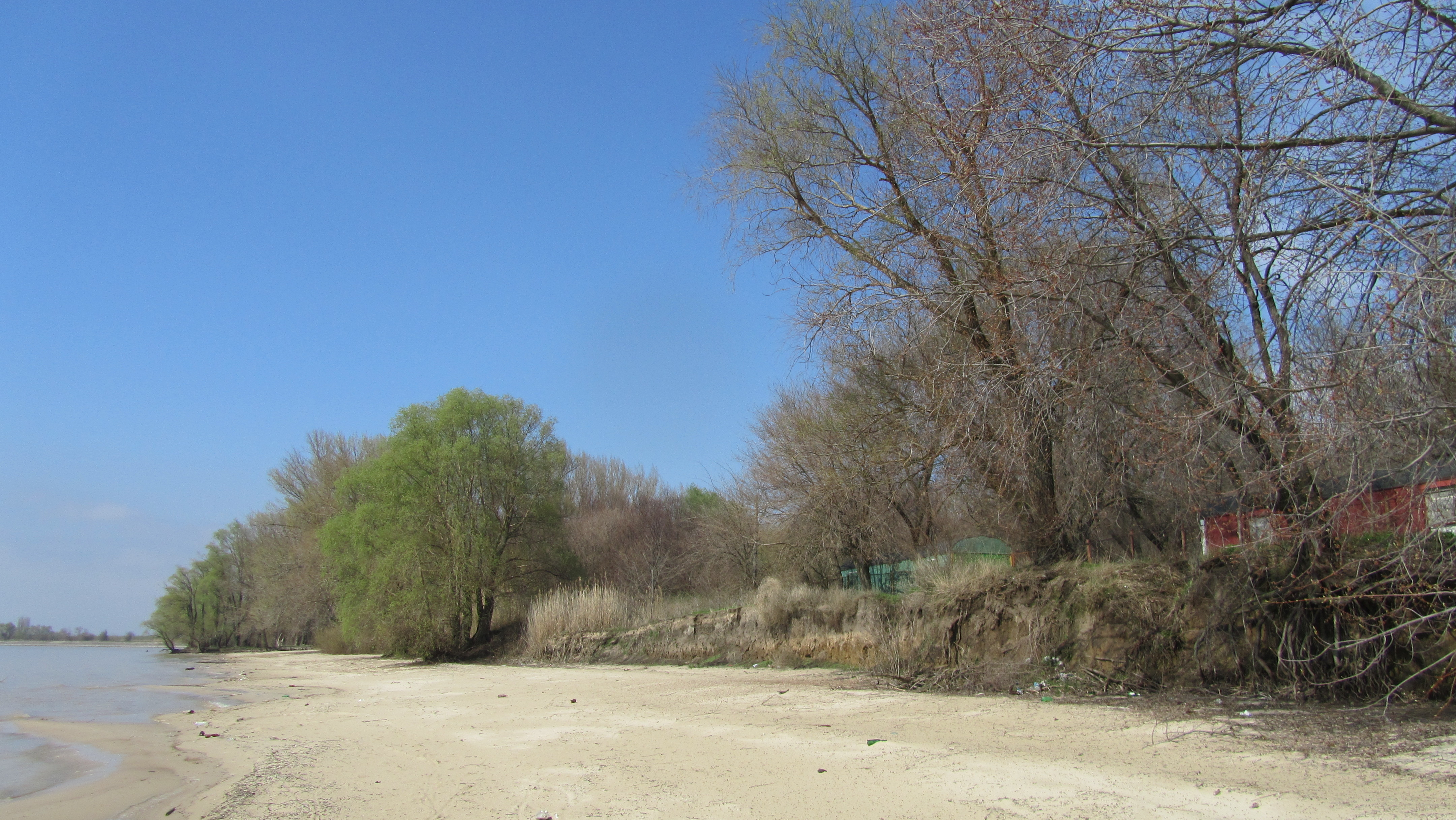
Берег Кременчуцького водосховища